# Majdan (Pogórze Rożnowskie)
Majdan (512 m) – dzika i całkowicie zalesiona góra na Pogórzu Rożnowskim, na północny wschód od Rożnowa. Przez obniżenie grzbietu łączącego Majdan z sąsiednim Ostryżem (447 m) przebiega droga wojewódzka nr 975 (odcinek Podole-Górowa – Paleśnica. Przez szczyt Majdanu prowadzi znakowany szlak turystyczny. 
Szlak turystyczny
 Bartkowa-Posadowa – Majdan – Ostryż – Ostryż Południowy – Bacówka na Jamnej – Jamna